# 李邽
李邽，五胡十六国時代遼西郡人。
李邽在冉魏担任趙郡太守。351年八月，前燕輔国将軍慕容恪讨伐冉魏，南進常山，至九門，李邽以趙郡降燕。慕容恪厚加慰撫，率领李邽围攻中山。
李邽担任豫州刺史。369年九月，豫州刺史李邽率兵五千，截断攻打前燕的东晋大司馬桓温大軍的糧道。
370年十二月，前秦消灭前燕，前秦继续任用前燕臣下，李邽担任尚書。